# Thiania gazellae
Thiania gazellae es una especie de araña saltarina del género Thiania, familia Salticidae. Fue descrita científicamente por Karsch en 1878.
Habita en Nueva Guinea.